# Crepidium calophyllum
Crepidium calophyllum là một loài thực vật có hoa trong họ Lan. Loài này được (Rchb.f.) Szlach. mô tả khoa học đầu tiên năm 1995.

## Hình ảnh

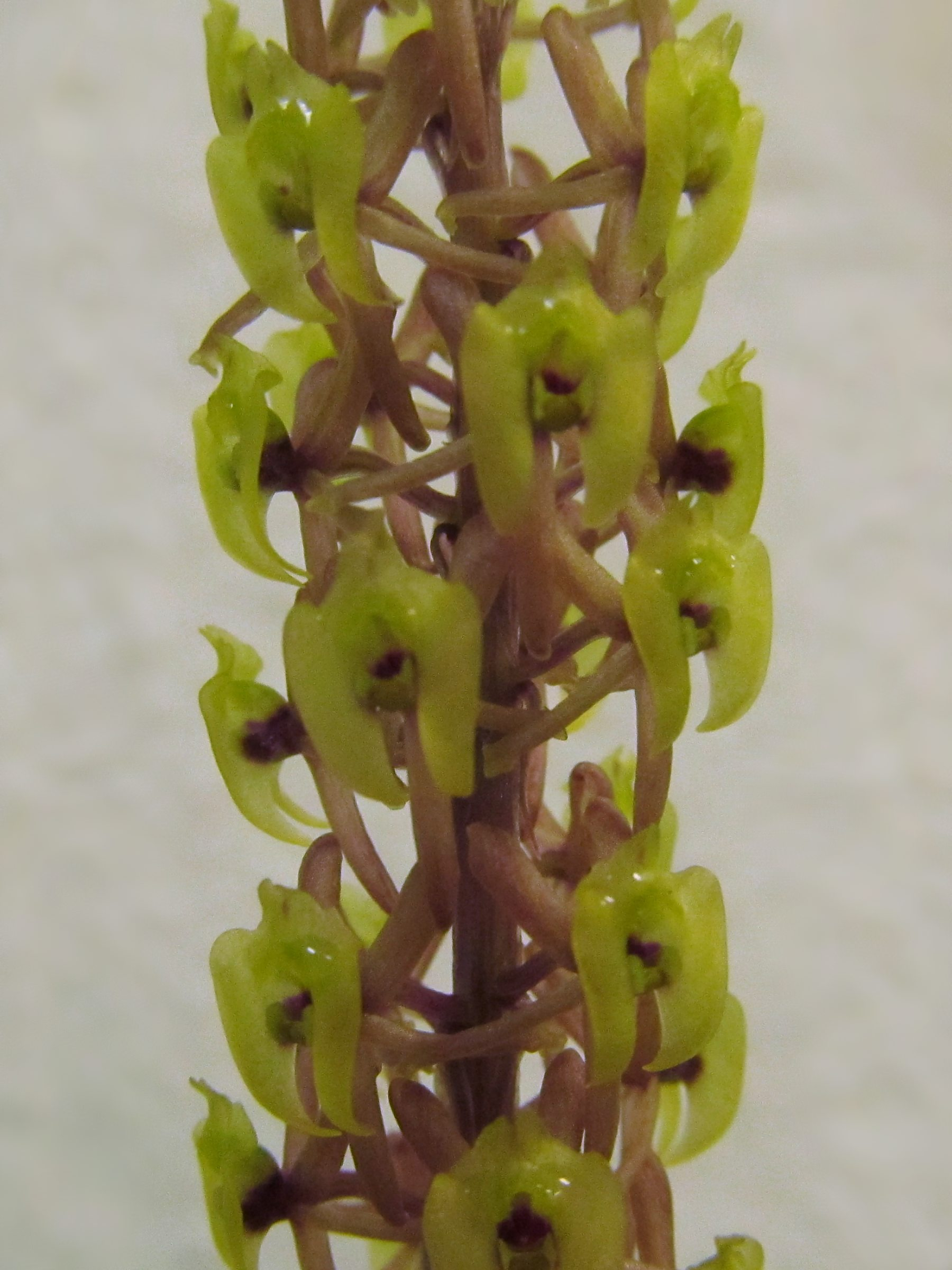